# Moo Deng
Moo Deng (en tailandés: หมูเด้ง, RTGS: mu deng, pronunciado [mǔː dêŋ], traducido como "cerdo saltarín") es un hipopótamo pigmeo que vive en el Zoológico Abierto de Khao Kheow en Si Racha, Chonburi, Tailandia. Ganó notoriedad a los dos meses de edad en septiembre de 2024 como un meme popular de Internet después de que las imágenes de ella se volvieran virales en línea.

## Antecedentes
Moo Deng nació el 10 de julio de 2024 de sus padres Tony y Jonah. Tiene dos hermanos completos (Nadet y Moo Tun) y cuatro medios hermanos (Ko, Kanya, Phalo y Moo Wan). Su nombre fue elegido a través de una encuesta pública, con más de 20 000 personas votando por "Moo Deng", que se traduce como "cerdo saltarín".

## Popularidad en Internet

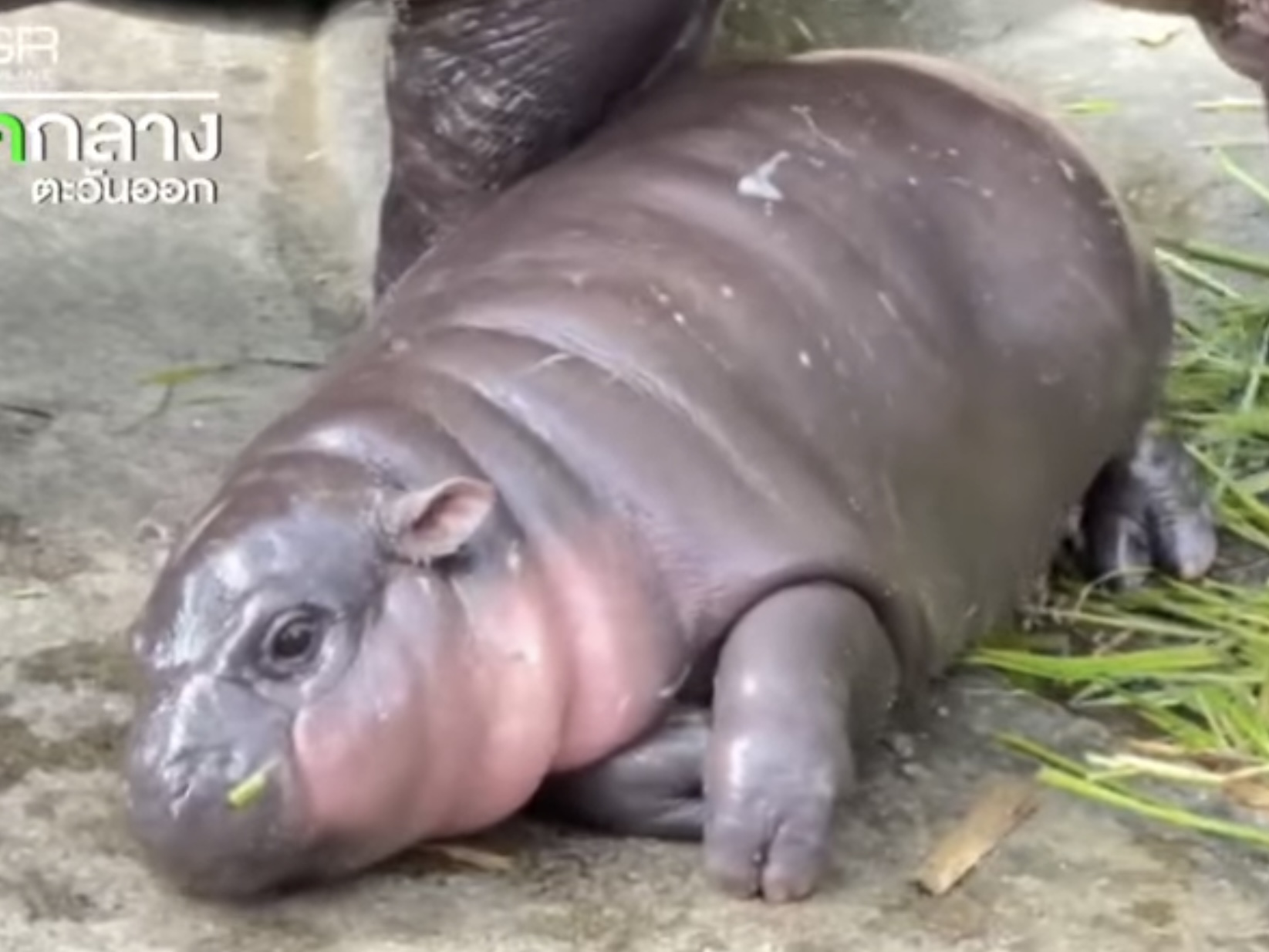
Moo deng descansando en el zoológico de Khao Khoew, Tailandia.

El Zoológico Abierto Khao Kheow publicó imágenes de sus hipopótamos pigmeos en su página oficial de Facebook, y Moo Deng rápidamente se convirtió en uno de los favoritos entre los fanáticos. Se sabe que Moo Deng es más juguetona y enérgica que otros hipopótamos. En respuesta a su popularidad, el zoológico anunció que vendería ropa y otros productos con diseños basados en Moo Deng. Otras empresas han producido productos basados en Moo Deng, incluida una pastelería, Vetmon Cafe, que creó un pastel realista con su forma. Además, Sephora publicó un tutorial de maquillaje inspirado en ella. Moo Deng se ha convertido en el tema de muchas obras de arte de los fanáticos.
Debido a la popularidad viral en línea de Moo Deng, la cantidad de visitantes diarios al zoológico se duplicó a principios de septiembre de 2024. Algunos visitantes han acosado a la cría salpicándola con agua o arrojándole objetos para despertarla. Como resultado, el Zoológico Abierto de Khao Kheow instaló cámaras de seguridad alrededor de su recinto y el director del zoológico amenazó con emprender acciones legales contra los visitantes que la acosaran. El mal comportamiento de algunos visitantes ha sido ampliamente condenado en línea. El zoológico también implementó un límite de tiempo de cinco minutos para los visitantes con el fin de adaptarse al alto volumen de voz.
En septiembre de 2024, el director del zoológico, Narongwit Chodchoi, anunció que el zoológico había comenzado el proceso de registro de derechos de autor y marca registrada de "Moo Deng el hipopótamo" para recaudar fondos para el zoológico. El zoológico también planea lanzar una transmisión en vivo continua para permitir que los fanáticos vean a Moo Deng en vivo a través de Internet.
El 28 de septiembre, Moo Deng fue el tema de un sketch de Saturday Night Live. Bowen Yang la parodió en Weekend Update y el personaje se utilizó para satirizar el comentario del artista pop estadounidense Chappell Roan sobre la fama y los respaldos políticos.
En octubre de 2024, el zoológico Khao Kheow Open Zoo fue criticado por PETA por mantener en cautiverio a hipopótamos pigmeos como Moo Deng a pesar de que son una especie en peligro de extinción. El zoológico refutó estas afirmaciones al afirmar que todos los animales que tienen están bien cuidados. La Sociedad Tailandesa para la Prevención de la Crueldad contra los Animales declaró que PETA probablemente se basó en información obsoleta sobre el bienestar animal en Tailandia para hacer estas afirmaciones.